# Два с половиной доллара США
2,5 доллара США (англ. Quarter Eagle) — золотые монеты США номиналом в 2,5 доллара, которые чеканились с 1796 по 1929 годы. Имеют несколько разновидностей.

## История
Впервые были отчеканены в 1796 году. Представляли собой четверть распространённой золотой монеты в 10 долларов, которая также называлась «Орёл» (англ. Eagle). Отсюда и произошло распространённое название англ. Quarter Eagle. С перерывами выпускались вплоть до 1929 года. Прекращение выпуска монет данного типа было связано с биржевым крахом 1929 года и последовавшей за ним «Великой депрессией». Относительно небольшое количество золота, поступавшее на монетные дворы использовалось для чеканки 20-долларовых монет. Отказ США от золотого стандарта привёл к прекращению выпуска золотых монет для широкого обращения.
На аверсе монет, выпускаемых до 1907 года, располагалось изображение женщины, символизирующей Свободу. Модели для изображения Свободы были самыми разнообразными — от портрета одной из красавиц того времени до любовницы гравёра.
Реверс всех 2,5-долларовых монет содержал изображение белоголового орлана — геральдического символа США.
В 1908 году дизайн монеты был видоизменён. Подготовленная бостонским скульптором Бела Праттом монета отличалась от всех своих предшественников тем, что элементы изображения на ней были не выпуклыми, а наоборот тиснёными. Данное изменение имело как свои положительные, так и отрицательные стороны. К «плюсам» можно отнести то, что тиснёное изображение практически не стиралось во время обращения монеты, в отличие от выпуклого. Монета могла находиться в обращении значительно дольше. Главным «минусом» стало накапливание грязи в элементах изображения. Она лишала монету эстетической привлекательности и могла быть источником передачи инфекционных заболеваний. Монеты в 2,5 и 5 долларов с изображением индейца являются единственными монетами США, изображение которых не выпуклое, а тиснёное.

## Типы 2,5-долларовых монет
| Два с половиной доллара с изображением Свободы в тюрбане |                        |                |             |                                         |          |       |        |
| Дата выпуска | Металл                 | Масса общая, г | Диаметр, мм | Тираж, шт.                              | Гурт     | Аверс | Реверс |
| 1796–1807 (с перерывами) | 91,67 % Au             | 4,37           | 20          | около 19 460                            | рубчатый |       |        |
| Аверс: изображение Свободы Реверс: белоголовый орлан — геральдический символ США Гравёр: Роберт Скот Чеканка: монетный двор Филадельфии.                                               |                        |                |             |                                         |          |       |        |
| Два с половиной доллара с бюстом Свободы в колпаке |                        |                |             |                                         |          |       |        |
| Дата выпуска | Металл                 | Масса общая, г | Диаметр, мм | Тираж, шт.                              | Гурт     | Аверс | Реверс |
| 1808, 1821–1834 (с перерывами) | 91,67 % Au и 8,33 % Cu | 4,37           | 20          | около 44 775                            | рубчатый |       |        |
| Аверс: изображение Свободы во фригийском колпаке — символе революции Реверс: белоголовый орлан Гравёр: Джон Райх (англ. John Reich) Чеканка: монетный двор Филадельфии                 |                        |                |             |                                         |          |       |        |
| Два с половиной доллара с бюстом Свободы в классическом стиле |                        |                |             |                                         |          |       |        |
| Дата выпуска | Металл                 | Масса общая    | Диаметр, мм | Тираж, шт.                              | Гурт     | Аверс | Реверс |
| 1834–1839 | 90 % Au и 10 % Cu      | 4,18           | 17,5        | более 960 тысяч                         | рубчатый |       |        |
| Аверс: изображение женщины, символизирующей Свободу Реверс: белоголовый орлан Гравёр: Уильям Книсс Чеканка: монетные дворы Филадельфии, Шарлотт, Далонеги и Нового Орлеана             |                        |                |             |                                         |          |       |        |
| Два с половиной доллара с изображением Свободы |                        |                |             |                                         |          |       |        |
| Дата выпуска | Металл                 | Масса общая    | Диаметр, мм | Тираж, шт.                              | Гурт     | Аверс | Реверс |
| 1840–1907 | 90 % Au и 10 % Cu      | 4,18           | 17,5        | более 11 миллионов 900 тысяч            | рубчатый |       |        |
| Аверс: изображение символизирующее Свободу. Реверс: белоголовый орлан Гравёр: Кристиан Гобрехт Чеканка: монетные дворы Филадельфии, Шарлотт, Далонеги, Нового Орлеана и Сан-Франциско. |                        |                |             |                                         |          |       |        |
| Два с половиной доллара с изображением индейца |                        |                |             |                                         |          |       |        |
| Дата выпуска | Металл                 | Масса общая    | Диаметр, мм | Тираж, шт.                              | Гурт     | Аверс | Реверс |
| 1908–1915, 1925–1929 | 90 % Au и 10 % Cu      | 4,18           | 18          | более 7 миллионов 250 тысяч экземпляров | рубчатый |       |        |
| Аверс: изображение бюста индейца Реверс: белоголовый орлан Художник: Бела Пратт Чеканка: монетные дворы Филадельфии и Денвера.                                                         |                        |                |             |                                         |          |       |        |